# Мутон (мех)

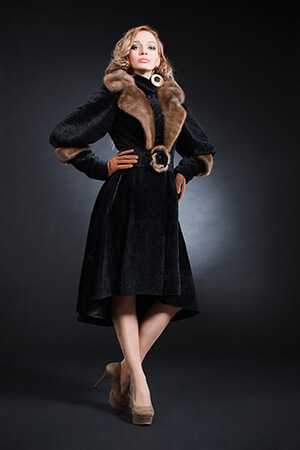
Мутоновая шуба. На фото стриженый — облегчённый мутон + отделка из Норка (мех)

Муто́н (фр. mouton — баран, валух, овчина) — наиболее ценная овчина особой выработки, которая отличается повышенным блеском волосяного покрова, хорошей проглаженностью, прочёсанностью, шелковистостью. Мутон широко используется для пошива меховых женских пальто, шуб, жакетов и головных уборов.